# ELECTRIC LOVE TOUR 2010
ELECTRIC LOVE TOUR 2010은 빅뱅의 두 번째 일본 투어이다. 이 콘서트의 공연에는 약 39억원의 제작비가 투입 되었으며, 마지막 콘서트 장소였던 일본무도관에서 그들의 일본 최초의 아레나 투어를 마무리하며 총 6만명의 관객을 동원했다. 이 투어는 일본 데뷔를 한 이후 불과 4개월 만에 일본 무도관 입성으로 아이돌 그룹 중에서 가장 빠른 기록을 세웠다. 이 공연에는 수많은 일본의 유명 인사들이 관람을 해 화제가 되었는데, 니시와키 아야카, 방송인 와타나베 시호, AKB48의 우메다 아야카와 사토 유카리, 모닝구무스메의 다나카 레이나, w-inds., 나카시마 미카, 모델 미즈사와 에레나, 아오야마 테루마, 마츠우라 아야, EXILE의 마키 다이스케, 아키라, SPEED의 이마이 에리코, 코다 쿠미, 마에다 아츠코 등 공연장을 찾았다. 2010년 4월 28일에는 이 공연 실황을 담은 DVD가 발매되어 오리콘 DVD 차트에서 6위를 기록해 4만장의 판매량을 기록했다.

### 스페셜 게스트
- 2NE1
- w-inds.[5]

### 세트 리스트
1. "가라가라 Go"
2. "Top of the World"
3. "With You"
4. "할렐루야"
5. "Strong Baby"
6. "Wedding Dress"
7. "As if Nothing’s Wrong"
8. "Follow Me"
9. "Number 1"
10. "Stylish"
11. "Fire" (2NE1)
12. "I Don’t Care" (2NE1)
13. "솜사탕"
14. 대성 & 승리 Medley (5 곡)
15. "Stay"
16. "하루하루"
17. "소년이여"
18. "Heartbreaker"
19. "Korean Dream"
20. "Rain is Falling" (w-inds.)
21. "声を聞かせて" (목소리를 들려줘)
22. "거짓말"
23. "마지막 인사"

앵콜
1. "How Gee"
2. "My Heaven" (천국)

### 투어 일정
| 날짜            | 도시 | 국가 | 장소              | 관객 수 |
| --------------- | ---- | ---- | ----------------- | ------- |
| 2010년 2월 10일 | 횡빈 | 일본 | 요코하마 아레나   | 80,000  |
| 2010년 2월 11일 | 횡빈 | 일본 | 요코하마 아레나   | 80,000  |
| 2010년 2월 13일 | 신호 | 일본 | 고베 월드 기념 홀 | 80,000  |
| 2010년 2월 14일 | 신호 | 일본 | 고베 월드 기념 홀 | 80,000  |
| 2010년 2월 16일 | 동경 | 일본 | 무도관            | 80,000  |
| 2010년 2월 17일 | 동경 | 일본 | 무도관            | 80,000  |